# Chiara Betti
Pour les articles homonymes, voir Betti.
Chiara Betti née à Trente le 12 mars 2002 est une patineuse de vitesse sur piste courte italienne.

## Biographie
Chiara Betti commence le patinage à cinq ans à Pergine Valsugana, suivant les pas de son frère aîné.
En 2019, elle fait partie de l'équipe féminine qui remporte la médaille de bronze aux championnats du monde junior de patinage de vitesse sur piste courte.
En 2020, elle se blesse à une vertèbre et subit trois mois d'arrêt du patinage.
En 2023, elle est quatorzième du 500 mètres aux championnats du monde.
Elle finit deuxième des championnats d'Europe de patinage de vitesse sur piste courte 2024 au relais féminin et au relais mixte ; en individuel, elle est cinquième du 1000 mètres et septième du 500 mètres. Aux championnats du monde, elle finit douzième du 500 mètres.
Elle fait partie de l'équipe de relais féminine qui finit deuxième des championnats d'Europe de patinage de vitesse sur piste courte 2025 et elle finit troisième du 500 mètres. Elle est alors entraînée dans l'équipe nationale par Maggie Qi.